# Michael Ogio
Michael Ogio (Bougainville, 7 de julio de 1942-Puerto Moresby, 18 de febrero de 2017) fue un político papú, Gobernador general de Papúa Nueva Guinea desde el 20 de diciembre de 2010 hasta su fallecimiento. Fue líder del Movimiento Democrático Popular.
Llegó al puesto de gobernador general en 2010 tras la dimisión sin explicación de Jeffrey Nape. Fue elegido gobernador general de pleno derecho el 14 de enero de 2011 cuando derrotó a Pato Kakeraya en una votación en el parlamento por 65 votos a 23. El 25 de febrero fue investido en el cargo oficialmente. El 26 de abril de 2011 la reina Isabel II le concedió el honor de caballero del Imperio Británico.
Durante la crisis constitucional de Papúa Nueva Guinea de 2011-2012, fue suspendido de su cargo por el Parlamento del 14 de diciembre al 19 de diciembre al reconocer como primer ministro a Michael Somare en vez de Peter O'Neill en cumplimiento de una orden del tribunal supremo. Iba a ser sustituido, de forma automática, por Jeffrey Nape como interino al ser presidente del parlamento pero Isabel II no refrendó la decisión y el Parlamento tuvo que levantar la suspensión.
Ogio murió el 18 de febrero de 2017 en Port Moresby mientras todavía era gobernador a sus 74 años. Theo Zurenoc reemplazó a Ogio asumiendo como gobernador interino de Papúa Nueva Guinea.